# Anomis irene
Anomis irene är en fjärilsart som beskrevs av Louis Beethoven Prout 1929. Anomis irene ingår i släktet Anomis och familjen nattflyn. Inga underarter finns listade i Catalogue of Life.